# Cunard Ambassador
Die Cunard Ambassador war ein 1972 in Dienst gestelltes Passagierschiff der Cunard Line, welches nach einem Brand im Jahr 1974 zu einem Tiertransporter umgebaut wurde.

## Geschichte

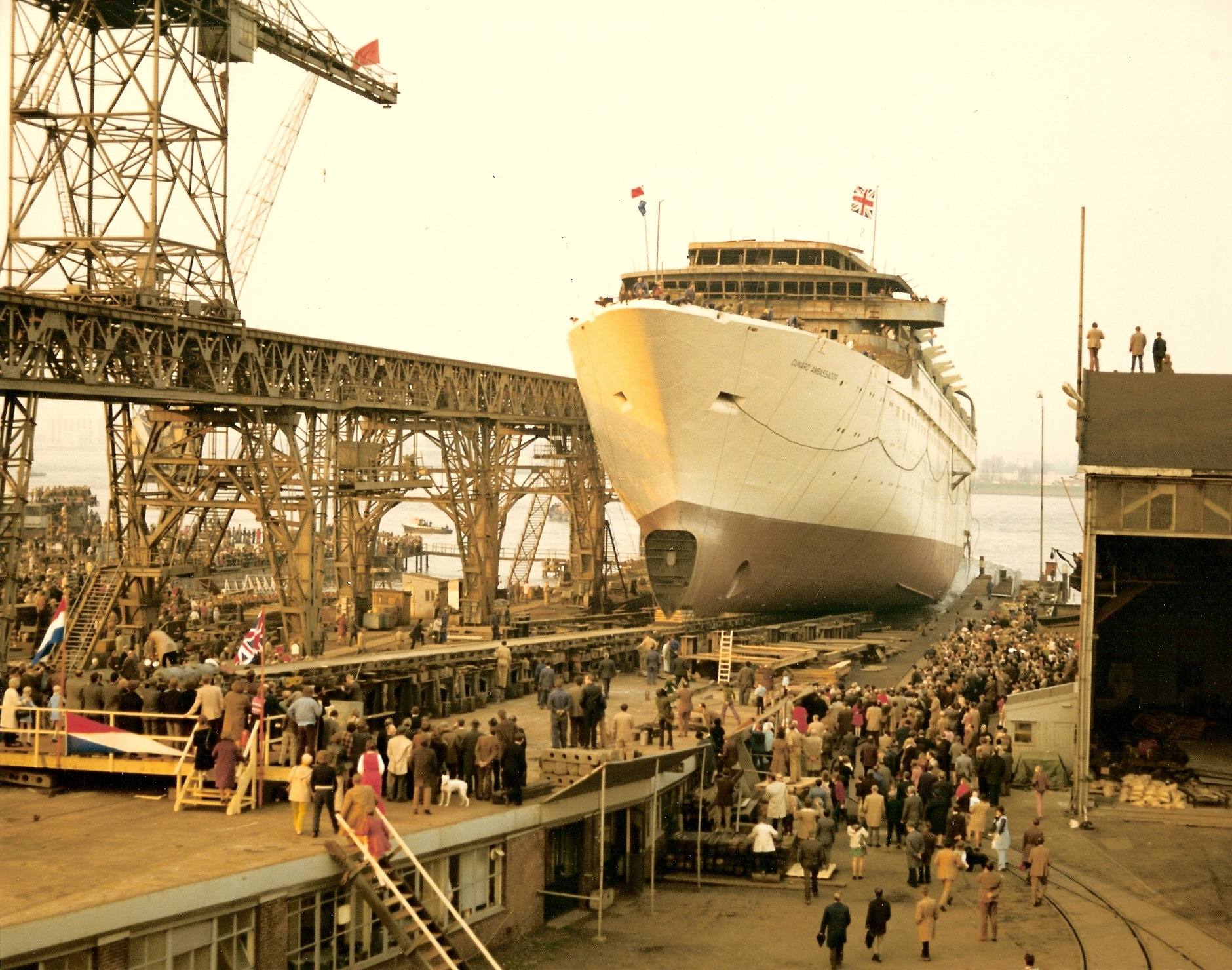
Stapellauf der Cunard Ambassador

Gebaut wurde das Schiff 1972 unter der Baunummer 666 bei der Machinefabriek en Scheepswerf van P. Smit Jr. in Rotterdam. Der Stapellauf fand am 16. März 1972 statt, abgeliefert wurde die Cunard Ambassador am 21. Oktober desselben Jahres.
Das Schiff war ursprünglich das zweite einer von der Overseas National Airways in Auftrag gegebenen Serie von acht Schiffen. Diese hatte sich mit dem Projekt jedoch finanziell übernommen, woraufhin die Reederei Cunard zwei der Bauaufträge übernahm. Das Schwesterschiff der Cunard Ambassador war die Cunard Adventurer welche schon 1971 auf der Werft Rotterdamsche Droogdok Maatschappij fertiggestellt wurde.
Die beiden Schiffe wurden für Wochenkreuzfahrten von San Juan (Puerto Rico) nach den anderen Häfen in der Karibik, von New York nach den Bermudas, im Sommer aber auch von Vancouver nach Alaska eingesetzt. Die Schiffe erwiesen sich als finanzieller Misserfolg, weshalb man die Cunard Adventurer 1977 verkaufte. Die Cunard Ambassador erlitt bereits am 12. September 1974 auf einer Positionierungsreise ohne Passagiere ein Feuer an Bord. Es gab zwar keine Toten oder Verletzten an Bord zu beklagen, das daraufhin nach Key West verbrachte Schiff wurde jedoch zum Constructive total loss, zum wirtschaftlichen Totalverlust erklärt.
Das schwer beschädigte, aber erst zwei Jahre alte Schiff wurde im März 1975 von der Kopenhagener Reederei C. Clausen D/S A/S erworben, die es ab Ende April 1975 bei der Öresundsvarvet in Landskrona zum Frachter für den Transport von Schlachtschafen umbauen ließ und in Linda Clausen umbenannte. 1980 wurde das Schiff an die Lembu Shipping Corporation in Panama verkauft und in Procyon umbenannt. 1983 wurde es an die Qatar Transport & Marine Services in Doha weiterveräußert, in Raslan umbenannt und brannte am 3. Juli 1983 auf einer Reise von Dschidda nach Singapur im Indischen Ozean ein weiteres Mal aus. Die Raslan wurde danach zunächst in Singapur aufgelegt, im darauffolgenden Jahr zum Abbruch nach Taiwan verkauft und beendete ihre letzte Reise am 7. September 1984 in Kaohsiung.